# Lomtjärnen (Ljusnarsbergs socken, Västmanland, 665212-145298)
Lomtjärnen är en sjö i Ljusnarsbergs kommun i Västmanland och ingår i Norrströms huvudavrinningsområde.